# 1970-е

## Догађаји и трендови
- Маспок у Хрватској.
- Донет нови Устав СФРЈ, који је српске покрајине прогласио конститутивним елементима југословенске федерације.
- Тито изабран за доживотног председника Југославије и СКЈ.
- Независност Бангладеша и ослободилачки рат.
- Ричард Никсон, председник САД, поднео оставку као први председник у историји те земље.
- Крај Вијетнамског рата.
- Црвени Кмери извршили геноцид у Камбоџи.
- Иранска револуција
- Први и други нафтни шок.
- Грађански рат у Анголи (1975—2002)
- Либански грађански рат (1975—1990)

## Култура

### Музика
- Шведска група АББА победила на Песми Евровизије са песмом „Ватерло”.
- Појављују се „Рокери с Мораву”.
- Нови талас
- Диско музика